# Praskowja Jegorowna Annenkowa

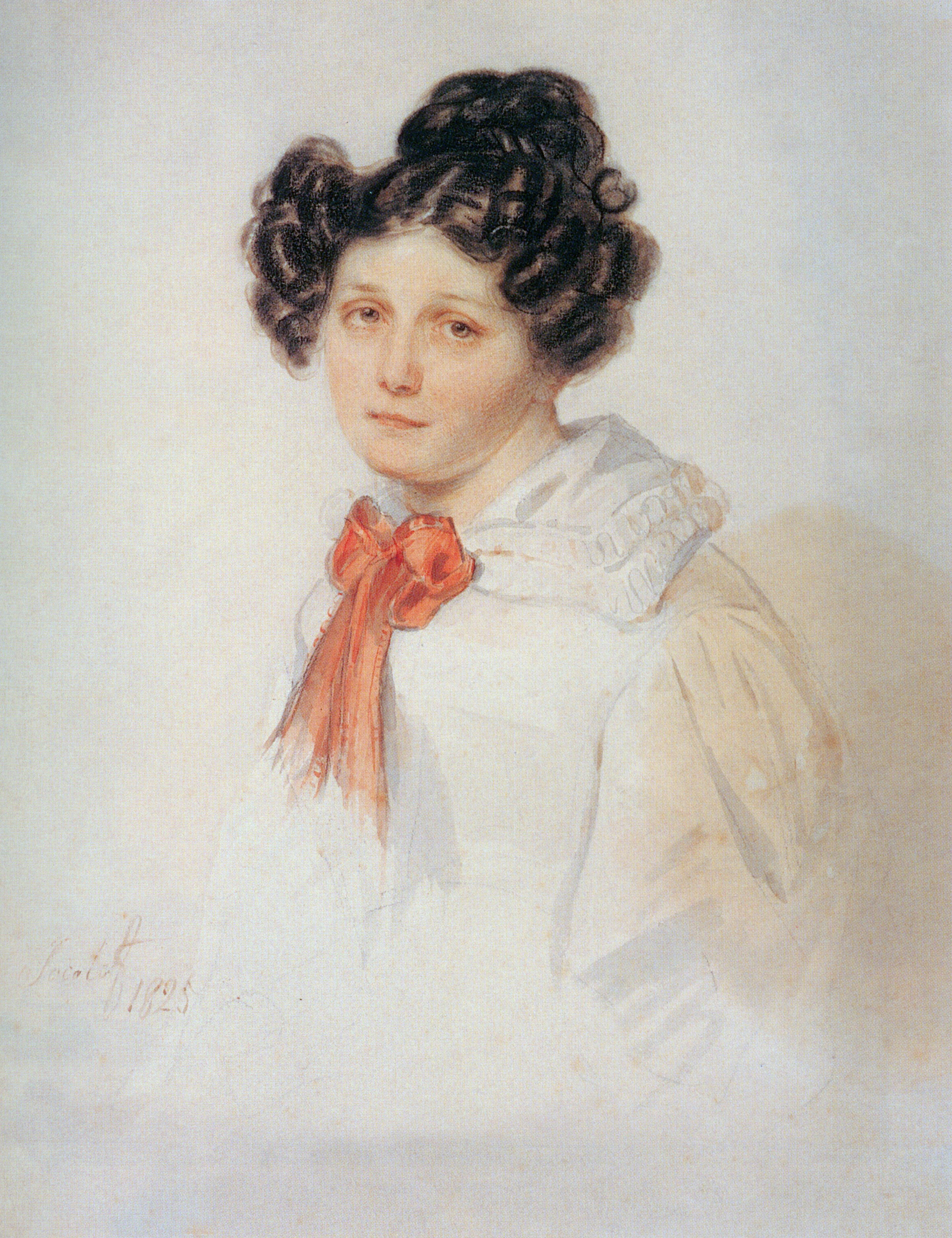
Pjotr Fjodorowitsch Sokolow anno 1825: Praskowja Jegorowna Annenkowa

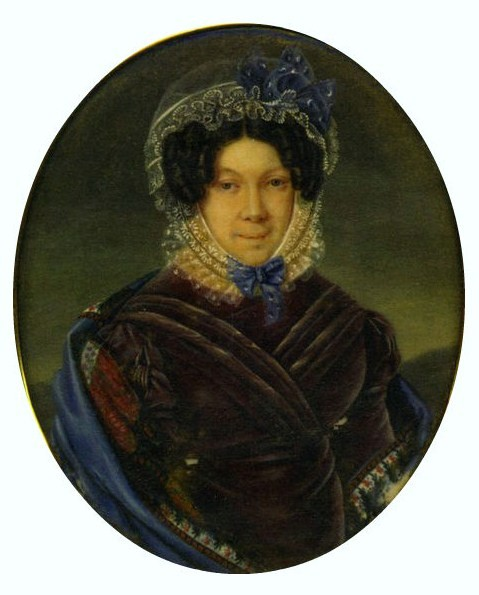
Pierre Edmond Martin in den 1820er Jahren: Paulines Schwiegermutter Anna Annenkowa, geb. Jakobi († 1842)

Praskowja Jegorowna Annenkowa, geborene Pauline Gueble, auch Geble (russisch Прасковья Егоровна Анненкова, wiss. Transliteration Praskov'ja Egorovna Annenkova; * 9. Juni 1800 in Champigny-sur-Marne; † 14. September 1876 in Nischni Nowgorod), war eine französische Modistin, Autorin und die Ehefrau des Dekabristen Iwan Alexandrowitsch Annenkow. Maria Wolkonskaja äußert in ihren Erinnerungen: „Sie wurde eine hingebungsvolle Ehefrau und zärtliche Mutter. Obgleich sie von früh bis spät arbeitete, bewahrte sie sich ihre Eleganz und ihren Charme.“

## Leben
Nach dem Tod ihres Vaters, eines napoleonischen Marineoffiziers, weiland Schatzmeister und Ritter der Ehrenlegion, verarmte die Familie und Pauline suchte 1823 in Russland ihr Glück. In Moskau arbeitete sie als Modistin bei einer Firma an der Kusnezker Brücke in jenem Haus, in dem sich im 19. Jahrhundert das Restaurant Jar befand. Ganz in der Nähe wohnte Iwan Annenkow im Haus seiner Mutter. Er verliebte sich in Pauline. Im Sommer 1825 traf sich das junge Paar auf der Pensaer Messe. Das erschien unverfänglich, denn die Annenkows waren Pensaer Gutsbesitzer. Iwan hatte mit Pauline dort eine heimliche kirchliche Trauung arrangiert. Die Braut schreckte zurück, weil sie den Zorn der künftigen Moskauer Schwiegermutter fürchtete. Im November kehrten Pauline und Iwan nach Moskau zurück.
Nach dem gescheiterten Dekabristenaufstand am 14. Dezember 1825 wurde Iwan Annenkow zur Zwangsarbeit nach Sibirien deportiert. Dem schriftlichen Gesuch Paulines, dem Bräutigam in die Verbannung zu folgen, entsprach Nikolaus I. und ließ der Braut obendrein dreitausend Rubel Reisegeld zukommen. Maria Wolkonskaja erzählt: „Als sie dem Zaren das Gesuch mit der Bitte um Ausreisegenehmigung nach Sibirien überreichte, kam dieser gerade die Freitreppe herunter. Während er in die Kutsche stieg, fragte er: ‚Sind Sie verheiratet?‘ - ‚Nein, Majestät, aber ich möchte das Sicksal der Verbannten teilen.‘“
Pauline vertraute ihre am 2. April 1826 vor der Ehe geborene Tochter Alexandra der zukünftigen Moskauer Schwiegermutter an und machte sich – des Russischen nicht mächtig – am 23. Dezember 1827 mit zwei russischen Dienern auf den Weg nach Tschita. Die junge Frau kam am 5. März 1828 an und heiratete Iwan Annenkow am 4. April in der Tschitaer Kirche. Maria Wolkonskaja erinnert sich: „Frau Annenkowa kam zu uns, als sie noch Mademoiselle Pauline hieß. Sie war eine junge, schöne Französin … die vor Leben und Fröhlichkeit sprühte und die Begabung hatte, erstaunlich präzise die komischen Seiten der anderen zu entdecken. Unmittelbar nach ihrer Ankunft verkündete ihr der Kommandant, er habe bereits von Seiner Majestät die Anordnung über ihre Heirat erhalten. Man nahm Annenkow die Ketten ab, bevor man ihn zur Kirche führte, doch nach der Rückkehr wurden sie ihm wieder angelegt. Die Damen geleiteten Mademoiselle Pauline in die Kirche. Sie verstand kein Russisch und alberte mit ihren Brautführern Swistunow und Alexander Murawjow herum. Doch hinter dieser scheinbaren Oberflächlichkeit verbarg sich eine tiefe Liebe zu Annenkow, eine Liebe, die sie veranlaßte, auf ihr Vaterland und ihre Unabhängigkeit zu verzichten.“
Nach der Amnestie anno 1856 durfte das Paar außerhalb Moskaus und Sankt Petersburgs wohnen. Die Annenkows entschieden sich für Nischni Nowgorod. Pauline diktierte der Tochter Olga ihre Lebenserinnerungen. Olga übertrug den französischen Text ins Russische. Die Memoiren erschienen 1888 postum in der Russkaja Starina.
Pauline wurde auf dem Nischni Nowgoroder Heiligkreuz-Friedhof beerdigt. 1953 wurden ihre sterblichen Überreste auf den dortigen Bugrowskoer Friedhof überführt.

## Kinder
Pauline gebar achtzehnmal. Davon sind sieben Namen überliefert:
- Alexandra (1826–1880)
- Anna (1829–1833)
- Olga (1830–1891)
- Wladimir (1831–1897)
- Iwan (1835–1876)
- Nikolai (1838–1873)
- Natalja (1842–1894)